# Capnolymma laotica
Capnolymma laotica är en skalbaggsart som beskrevs av J. Linsley Gressitt och Yves Rondon 1970. Capnolymma laotica ingår i släktet Capnolymma och familjen långhorningar.
Artens utbredningsområde är:
- Laos.
- Burma.

Inga underarter finns listade.